# Palpoxena nasuta
Palpoxena nasuta là một loài bọ cánh cứng trong họ Chrysomelidae. Loài này được Westwood miêu tả khoa học năm 1837.